# Bisdom Manono
Het bisdom Manono (Latijn: Dioecesis Manonensis) is een rooms-katholiek bisdom in Congo-Kinshasa met als zetel  de kathedraal Sainte-Barbe in Manono (Katanga). Het is een suffragaan bisdom van het aartsbisdom Lubumbashi en werd opgericht in 1971. 
In 1971 werd het bisdom opgericht in het noordoosten van Katanga door samenvoeging van delen van de bisdommen Baudouinville, Kongolo en Kilwa. De eerste bisschop was Gérard Ngoy Kabwe.
Het bisdom ligt gedeeltelijk in de provincie Tanganyika en gedeeltelijk in de provincie Lomami. In 2016 telde het bisdom 16 parochies. Het bisdom heeft een oppervlakte van 45.000 km2 en telde in 2016 1.123.000 inwoners waarvan 18% rooms-katholiek was. Het is een arm bisdom waarvan de bevolking voornamelijk leeft van de landbouw en visvangst.

## Bisschoppen
- Gérard Ngoy Kabwe (1972-1989)
- Nestor Ngoy Katahwa (1989-2000)
- Vincent de Paul Kwanga Njubu (2005-heden)